# キイロイグチ
キイロイグチ (黄色猪口、学名: Pulveroboletus ravenelii) はイグチ科キイロイグチ属に分類される中型のキノコ（菌類）の一種。子実体は全体が鮮やかな黄色をしている。毒キノコの一つとされる。地方名では、キアワダケ（秋田県）、レモンッコ（秋田県）ともよばれる。

## 分布・生態
日本各地を含む東アジア、東南アジア、北アメリカなどに分布する。
菌根菌。初夏から秋にかけて、シイ・カシ林やアカマツ・コナラ林など、さまざまな針葉樹林、広葉樹林の地上に単生から散生する。

## 形態

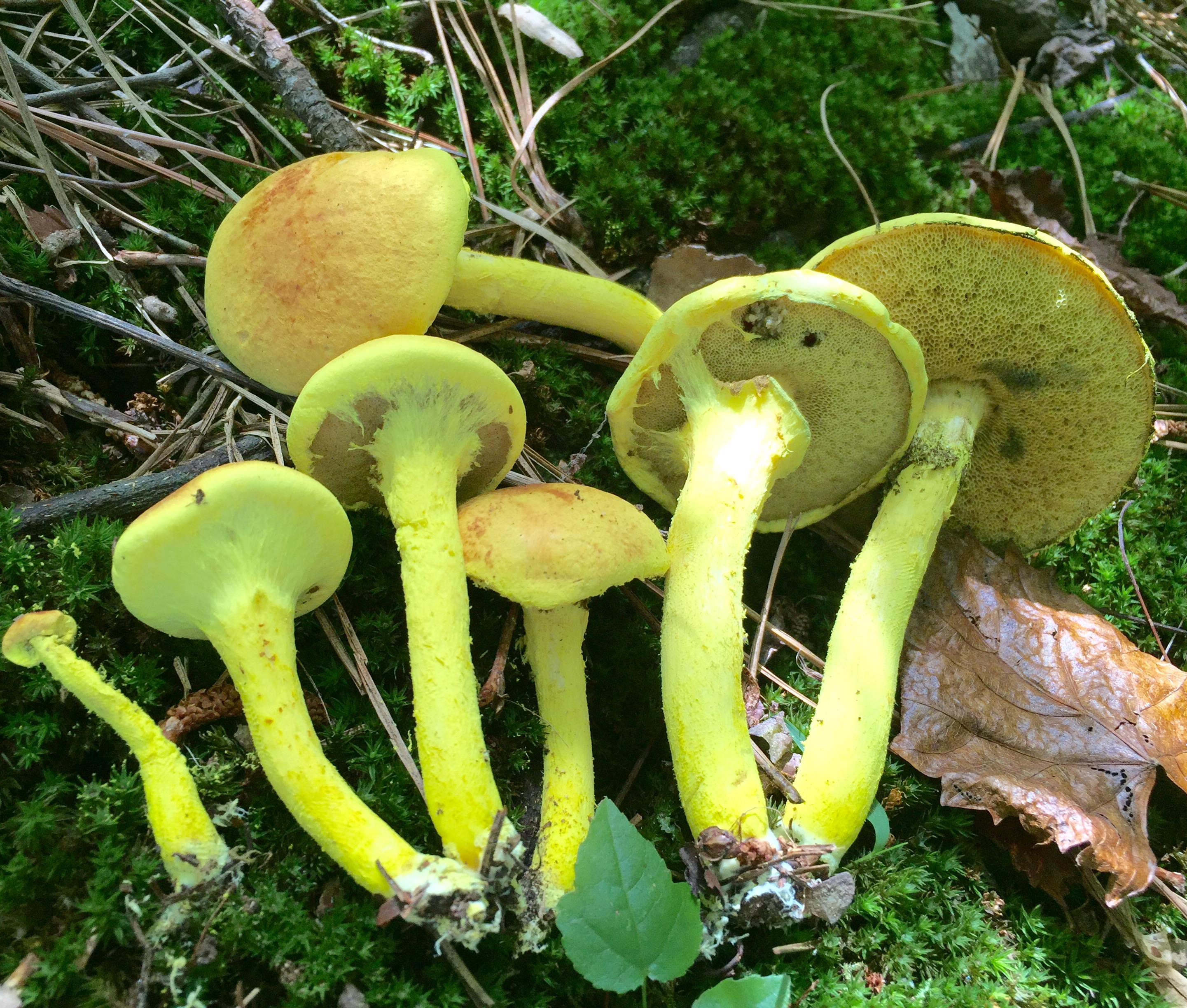
幼菌時は管孔面は薄膜に覆われているが（左）、成長すると管孔面が現れて膜の残骸が柄に残る（右）

子実体は傘と柄からなる。全体は鮮やかな黄色（レモン色）の綿状粉質にまみれ、触ると手につきやすい。傘の径は4 - 10センチメートル (cm) 。傘表面や柄の基部は茶色の綿毛で覆われることがある。傘ははじめ半球形から丸山形で、のちに扁平に開く。傘表はレモン色で、はじめは黄色のちに黄土色、中央はやや褐色となり、湿ると多少粘性を示す。
傘下面は管孔状で、最初は淡黄色だが、のちに胞子が成熟するとオリーブ褐色や暗褐色になる。幼菌時、管孔面はレモン色のクモの巣状の薄い膜で覆われるが、成長するとその膜が破れて傘の縁から垂れ下がったり、柄の上にツバとなって残骸として残ったりするものの消失しやすい。管孔の孔口は円形。
柄は上下同大の中実で、長さ4 - 10 cm、表面は傘と同色。柄の下半分は傘と同じ黄色い物質で覆われる。柄の基部は、淡黄色から白色の根のようになった菌糸が付着する。傘の肉は白色から淡黄色で、管孔とともに傷つくと強い青変性
があり、やがて暗褐色になる。担子胞子は大きさ9 - 12 × 4 - 5.5マイクロメートル (μm) の紡錘形で、淡オリーブ色、非アミロイド性。胞子紋はオリーブ褐色。

## 毒性
毒成分は不明であるが、食べると悪心、めまい、嘔吐などの胃腸系の中毒症状を引き起こす。

## 類似するキノコ
傘の表面にうろこ状の茶色の鱗片が目立つのは、同属別種のウロコキイロイグチ（Pulveroboletus brunneoscabrosus）で、キイロイグチと同様な環境に発生する。